# Campingkök

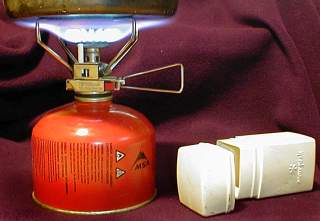
Campingkök.

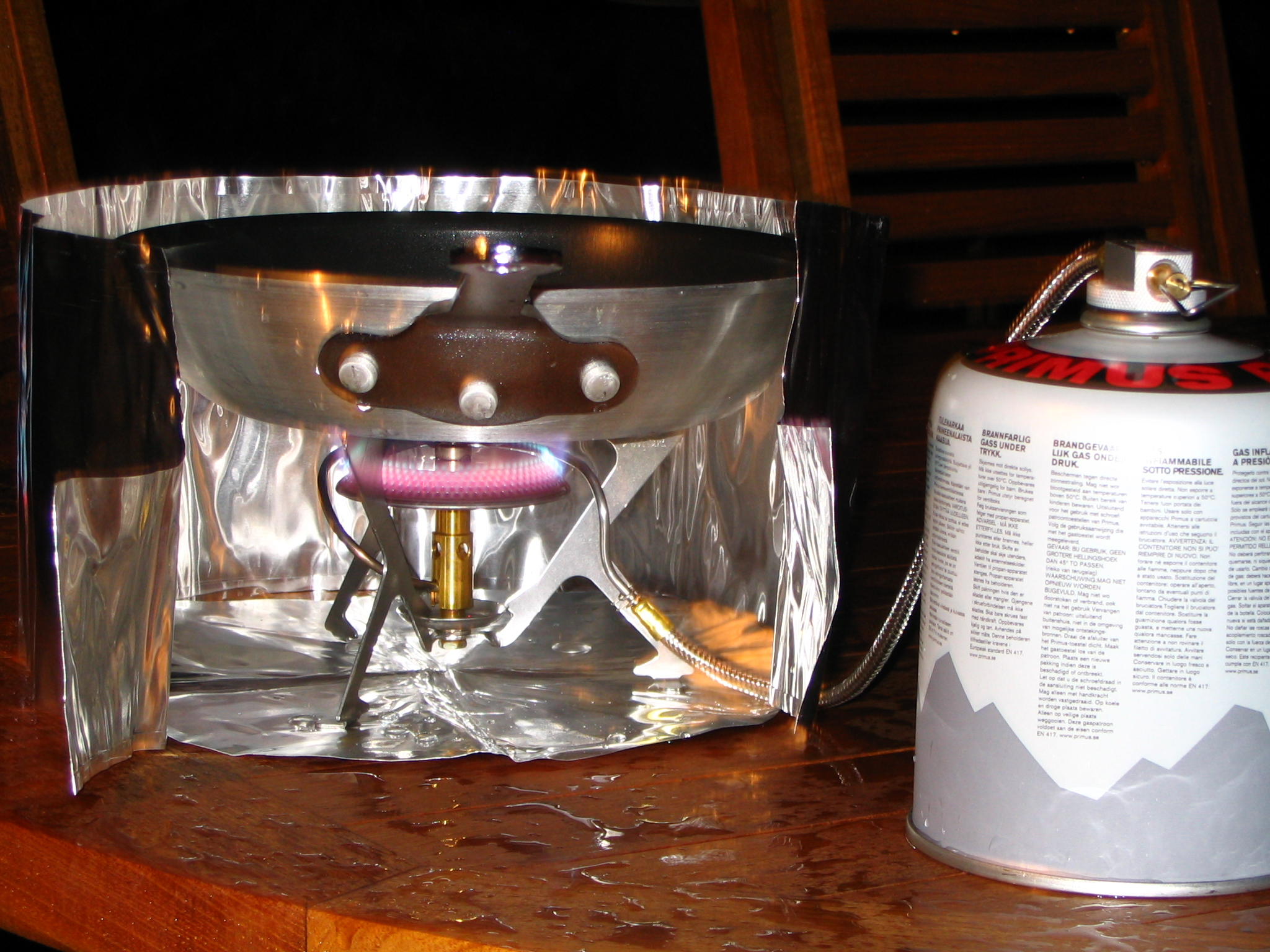
Bärbart kök för expeditionsändamål med stekpanna, värmereflektor, vindskydd och gasbehållare.

Campingkök är en uppvärmningsanordning för vätska och mat som speciellt konstruerats för att – med bil – enkelt kunna transporteras runt på expeditioner och andra resor. Det kan skiljas från det mindre stormköket (med flera benämningar) som bland annat tillhör en fjällvandrares eller bergsklättrares bärbara utrustning.

## Svenska uppfinningar och exportprodukter

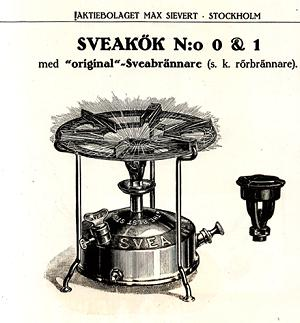
Annons för Svea-kök från AB Sievert, ursprungligen C. R. Nybergs Lödlampfabrik.

Frans Wilhelm Lindqvist anses vara upphovsmannen till det sotfria fotogenköket på 1880-talet. Han använde samma teknik som sin konkurrent C. R. Nyberg, känd för uppfinningen av blåslampan strax dessförinnan. F. W Lindqvist grundade tillsammans med J.V. Svensson företaget Primus för att tillverka kök, blåslampor och fotogenlampor. 
Svenska uppfinningar inom detta område har lett till grundande av verkstadsföretag som blivit framgångsrika på exportmarknaden. Primuskök har blivit ett generiskt ord i många språk, ungefär som vespa eller hovercraft. Kända svenska varumärken inom denna bransch är eller har varit Svea, Sievert, Radius, Optimus, Sepil, Primus och Trangia.

## Olika typer

### Stormkök
Stormkök (även fritidskök) är ett kök eller brännare som används vid friluftsliv. Det vanligast förekommande märket i Sverige är nog Trangia som eldas med t-röd eller gas, men det finns många varianter. Enklast att använda är kök som drivs med gas. På vintern fungerar gas sämre så då föredrar de flesta bensinkök eller fotogenkök.

### Enkla spisar

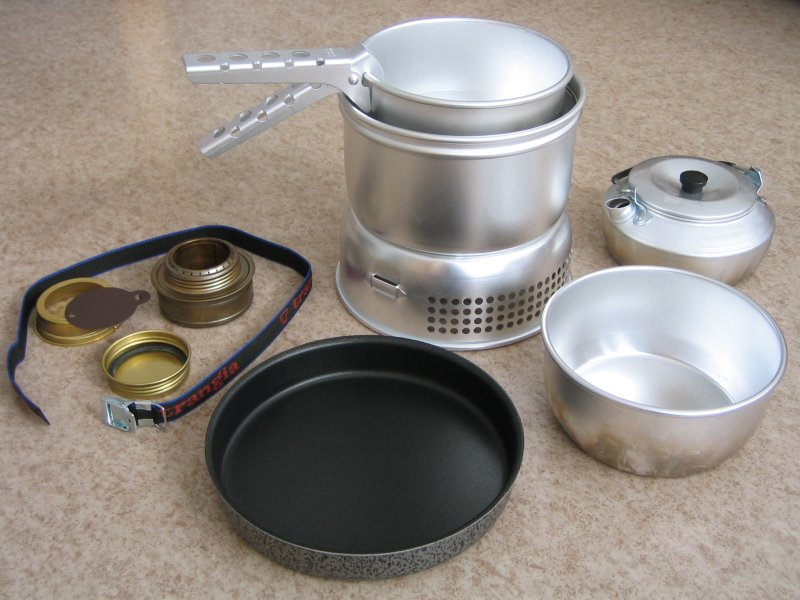
Trangia-kök.

Det enklaste köket är en brännare som också är en bränslebehållare, och som när det en gång tänts brinner antingen tills lågan kvävs eller bränslet tar slut. Bränslet kan vara torrsprit (metatabletter, Esbit) eller flytande alkohol (rödsprit, T-sprit eller liknande). I Sverige kallas dessa ofta Meta-kök respektive trangia-kök efter de populära varumärkena Meta och Trangia. Meta-köken med torrsprit som bränsle är faktiskt den allra lättaste köksutrusningen man kan ha med sig på långvandring [källa behövs].

### Spisar för flytande bränsle med tryckkärl
Primusköket och dess kopior blev stora försäljningssuccéer vid förra sekelskiftet, genom att de hushållade effektivt med bränslet jämfört med traditionella öppna eldhärdar.
Tryckkärlsspisar finns idag anpassade för ett stort antal flyktiga antändliga vätskor, som alkohol, dieselolja och andra bränslen, fotogen m m.

### Spisar för flytande bränsle under självtryck
Spritkök är ett traditionellt kök för fritidsbåtar med två brännare.
Bränslet ligger i en tank som förser spisen med bränsle under självtryck. Runt varje (huvud)brännare finns förbrännare som används för att värma upp huvudbrännaren.

### Gasspisar

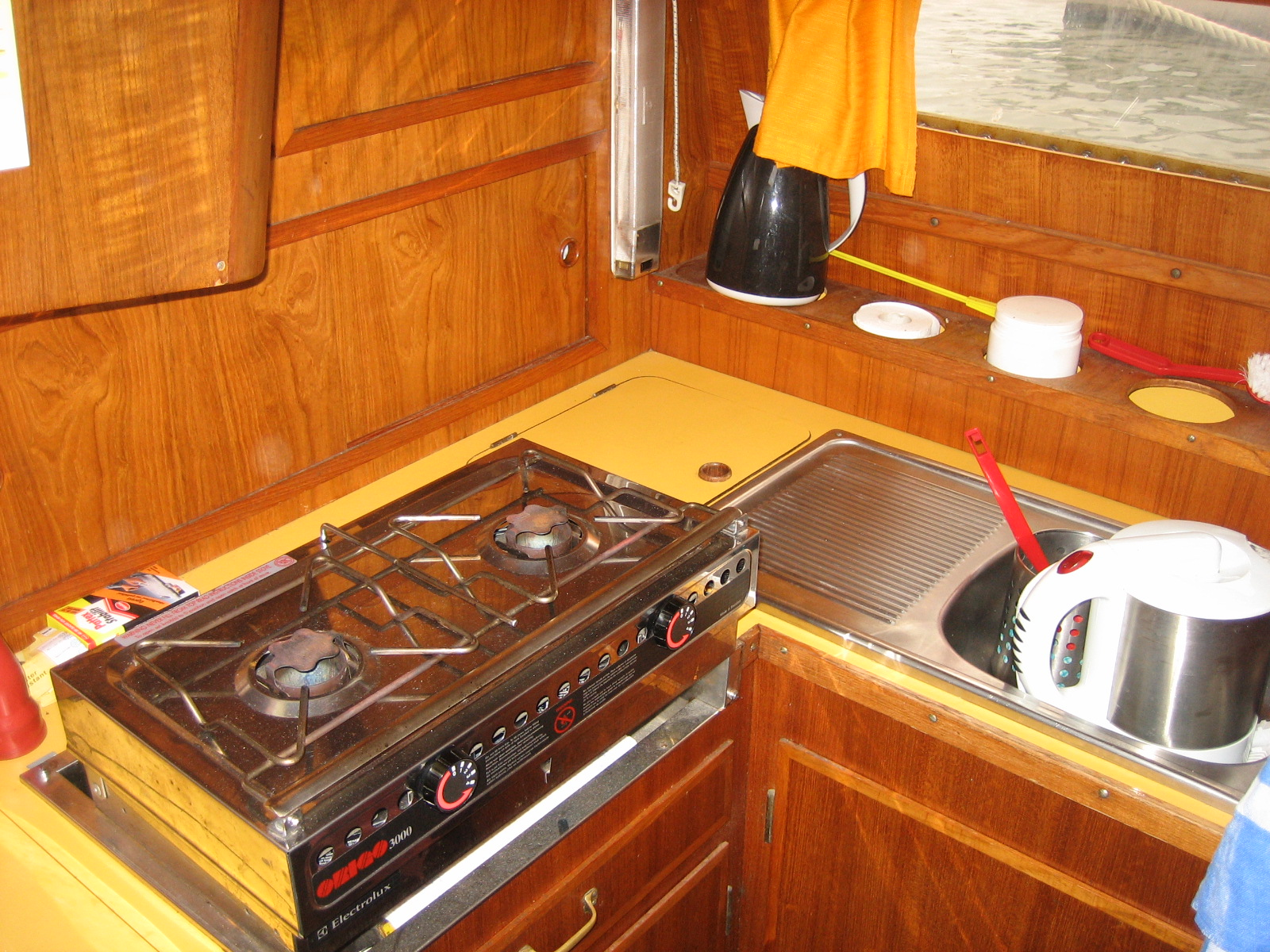
Ett spritkök i pentryt på en segelbåt, upphängd att hållas vågrätt också då båten syder.

Gasspisar används ofta i husvagnar eller i mindre fritidsbåtar. Vanligen förvaras bränngasen i ett tryckkärl som en vätska, vilken förgasas genast när den släpps ut ur behållaren och antänds som en gas.
Bränslet kan vara butan, propan eller en blandning av olika kolväteföreningar. Gasen kan finnas i engångskärl eller i påfyllnadsflaskor.